# Etapa de Ribeirão Preto da Stock Car Brasil de 2010
A Etapa de Ribeirão Preto foi a quinta corrida da temporada de 2010 da Stock Car Brasil. O vencedor foi o paulista Átila Abreu.